# Notiosorex crawfordi
Notiosorex crawfordi är en däggdjursart som först beskrevs av Elliott Coues 1877.  Notiosorex crawfordi ingår i släktet Notiosorex och familjen näbbmöss. IUCN kategoriserar arten globalt som livskraftig. Inga underarter finns listade. Artepitet i det vetenskapliga namnet hedrar S. W. Crowford som hittade individen som användes för artens beskrivning (holotyp).
Individerna når en längd av 77 till 93 mm inklusive en 27 till 33 mm lång svans. Vikten varierar mellan tre och fem gram. Pälsen har en silvergrå till brungrå färg och buken är något ljusare. Tandformeln är I 3/1 C 1/1 P 1/1 M 3/3, alltså 28 tänder. Arten har bra utvecklade morrhår.
Denna näbbmus förekommer i sydvästra USA och norra Mexiko. I bergstrakter når arten 2600 meter över havet. Notiosorex crawfordi hittas även på några öar nära fastlandet. Habitatet utgörs främst av halvöknar med glest fördelade växter, till exempel agaver. Arten hittas även vid mindre trädansamlingar, till exempel längs floder eller på gräsmarker.
Notiosorex crawfordi äter olika maskar, insekter och deras larver som kompletteras med as, småfåglar och små ödlor. Mellan april och november upphittades dräktiga honor. De föder vanligen tre till fem ungar per kull. Individer som hölls i fångenskap i samma bur var mindre aggressiva mot varandra än andra näbbmöss. Notiosorex crawfordi bygger bon av olika växtdelar (gräs, bark, hår från majskolvar) och upphittade fågelfjädrar.
Artens naturliga fiender är ugglor.